# 748 (szám)
A 748 (római számmal: DCCXLVIII) egy természetes szám.

## A szám a matematikában
A tízes számrendszerbeli 748-as a kettes számrendszerben 1011101100, a nyolcas számrendszerben 1354, a tizenhatos számrendszerben 2EC alakban írható fel.
A 748 páros szám, összetett szám, nontóciens szám, boldog szám, primitív bővelkedő szám. Kanonikus alakban a 22 · 111 · 171 szorzattal, normálalakban a 7,48 · 102 szorzattal írható fel. Tizenkét osztója van a természetes számok halmazán, ezek növekvő sorrendben: 1, 2, 4, 11, 17, 22, 34, 44, 68, 187, 374 és 748.
Érinthetetlen szám: nem áll elő pozitív egész számok valódiosztóösszeg-függvényeként.